# Ільїн Володимир Васильович (кінооператор)
Ільїн Володимир Васильович (1938—2006) — радянський і російський кінооператор. Заслужений діяч мистецтв РРФСР (1984). Нагороджений Срібною медаллю ім. О. Довженка (1984, 1990). Лауреат Державної премії СРСР (1986). Двічі лауреат кінопремії «Ніка» в номінації «Найкраща операторська робота» (1999, 2014 рр.).

## Життєпис
Народився 20 березня 1938 р. у Саранську (РРФСР). Закінчив операторський факультет Всесоюзного державного інституту кінематографії (1970).
Був асистентом оператора на «Київнаукфільмі».
З 1971 р. — оператор-постановник на «Ленфільмі».
Працював з режисерами В. Мотильом, І. Масленниковим, Д. Асановою, С. Арановичем, С. Бодровим-ст., О. Германом-ст, В. Титовим.
Двічі лауреат кінопремії «Ніка» в номінації «Найкраща операторська робота» за 1999 р. (за фільм «Хрустальов, машину!») і 2014 р. (за фільм «Важко бути богом» — посмертно).
Зняв український телефільм «Жив-був Шишлов» (1987).
Пішов з життя 2 квітня 2006 р. в Санкт-Петербурзі.

## Фільмографія
- «Ущелина покинутих казок» (1974)
- «Сімдесят два градуси нижче нуля» (1976)
- «Літня поїздка до моря» (1978)
- «Два довгих гудки в тумані» (1980)
- «Ліс» (1980)
- «Що б ти вибрав?» (1981)
- «Пригоди Шерлока Холмса і доктора Ватсона: Собака Баскервілів» (1981, т/ф, у співавт.)
- «Торпедоносці» (1983) — Державна премія СРСР (1984), Срібна медаль ім. О. Довженка (1986)
- «Відлуння далекого вибуху» (1983)
- «Милий, любий, коханий, єдиний...» (1984)
- «Неймовірне парі, або Істинна пригода, що благополучно завершилася сто років тому» (1984)
- «Жив-був Шишлов» (1987, кіностудія ім. О. Довженка)
- «Життя Клима Самгіна» (1988, серіал)
- «Сто солдатів і дві дівчини» (1989) — Срібна медаль ім. О. Довженка (1990)[3]
- «Васька» (1989)
- «Анекдоти» (1990)
- «Розлучимося — поки хороші» (1991)
- «Чорне і біле» / Black and White (1992, Росія—США)
- «Я хотіла побачити ангелів» (1992)
- «Велика княгиня Єлисавета» (1993, худ.-док. фільм))
- «Хрустальов, машину!» (1998, реж. О. Герман) — кінопремія «Ніка» (1999)
- «Що сказав небіжчик» (1999, телесеріал; у співавт.)
- «Спогади про Шерлока Холмса» (2000, у співавт.)
- «Імперія під ударом» (2000, телесеріал; у співавт.)
- «Важко бути богом» (2013, у співавт. з Ю. Клименком; реж. О. Герман) — кінопремія «Ніка» (2014) та інші фільми...